# Kim Gu-yong
Dans ce nom coréen, le nom de famille, Kim, précède le nom personnel.
Pour les articles homonymes, voir Kim.
Kim Gu-yong (en hangeul : 김구용, 5 février 1922 - 28 décembre 2001) est un auteur de calligraphie et un poète sud-coréen. Sa poésie reflète à la fois les valeurs du taoïsme et du bouddhisme.

## Biographie
Kim Gu-yong est né à Sangju dans la province de Gyeongsangbuk-do le 5 février 1922. Son nom de naissance est Kim Yeong-tak. Durant l'occupation japonaise, il résida dans plusieurs temples bouddhistes, en particulier le temple Donghaksa, où il étudia le bouddhisme, le confucianisme et les textes classiques taoïstes. Après la Libération, il intègre l'université Sungkyunkwan à Séoul. Il en ressortit diplômé en littérature coréenne en 1955. Il réalisa ses débuts littéraires en 1949 alors qu'il était encore étudiant avec la publication Nuit dans les montagnes (Sanjung-ya) et Ode sur une pagode blanche (Baektapsong). Il a été également enseignant à l'université Sungkyunkwan. 
En 1956, il a obtenu le Prix de littérature contemporaine (Hyundae Munhak) et en 2001 le Prix Woltan.
Kim Gu-yong est mort le 28 décembre 2001 à l'âge de 79 ans.

## Œuvre
Dans la période douloureuse marquée par les ravages de la Guerre de Corée, il se focalise à travers son regard d'érudit bouddhiste sur les séquelles laissées par la guerre et sur ses effets politiques, Dans sa poésie de l'époque, il écrit essentiellement des poèmes en prose, ce qui lui permet de transcender la métrique et la rythmique des formes d'écriture traditionnelles. 
Sa carrière poétique est le témoin d'une transition entre des poèmes en prose, propre à la période de l'après-guerre, vers une écriture de poèmes plus longs, représenté par Chanson pour la célébration de Bouddha (Gwaneumchan), L'idéal des rêves (Kkumui isang), Six chansons (Yukgok). Ces grands poèmes montrent sa volonté de pénétrer la conscience humaine, tout en transmettant diverses notions philosophiques, ce qui peut paraître plus difficile dans les formes brèves de la poésie. Bien qu'influencé par la pensée bouddhiste, sa poésie reflète également une certaine influence du surréalisme occidental. Son penchant pour une écriture plus libre, en prose et en format plus long, montre son désir de transcender les codes traditionnels d'écriture en Corée. Ainsi sa poésie, tant dans la forme que dans le fond, a grandement contribué au développement de la poésie coréenne moderne. 